# SN 2009ag
SN 2009ag – supernowa typu Ia odkryta 18 lutego 2009 roku w galaktyce E492-G02. W momencie odkrycia miała maksymalną jasność 15,90m.